# 사랑비
《사랑비》는 2012년 3월 26일부터 2012년 5월 29일까지 방송된 KBS 월화 드라마이다. 1970년대 순수했던 사랑의 정서와 현시대의 트렌디한 사랑법을 동시에 펼쳐내 시대를 초월하는 사랑의 본질을 이야기하는 휴먼 멜로 드라마다.

## 등장 인물
|  | 동일한 이름일 경우 70년대는 젊은 시절이며 2012년은 중년을 말한다. 또한 연도가 따로 표시되지 않은 경우 2012년에 속하는 인물이다. |

### 주요 인물
- 장근석 : 서인하(70년대, 23세) 역 - 한국대학교 미술학과
- 윤아 : 김윤희(70년대, 21세) 역 - 한국대학교 가정학과
- 장근석 : 서준(29세) 역 - 포토그래퍼
- 윤아 : 정하나(24세) 역 - 대학원생, 가드너
- 김시후 : 이선호(29세) 역 - 의사

### 세라비에서 만난 사람들
- 김시후 : 이동욱(70년대, 23세) 역 - 한국대학교 의학과
- 손은서 : 백혜정(70년대, 21세) 역 - 한국대학교 가정학과
- 서인국 : 김창모(70년대, 23세) 역 - 한국대학교 법학과
- 황보라 : 황인숙(70년대, 21세) 역 - 한국대학교 가정학과

### 서준의 주변 인물
- 정진영 : 서인하(2012년, 55세) 역 - 미대교수, 준의 아버지
- 유혜리 : 백혜정(2012년, 53세) 역 - 의류브랜드 CEO, 준의 어머니
- 오승윤 : 조수(26세) 역 - 준의 어시스턴트

### 정하나의 주변 인물
- 이미숙 : 김윤희(2012년, 53세) 역 - 나무 치료사, 인하의 첫사랑, 하나의 어머니
- 김영광 : 한태성(30세) 역 - 가드너, 하나의 과 선배
- 이찬호 : 장수(24세) 역 - 하나의 친구

### 이선호의 주변 인물
- 권인하 : 이동욱(2012년, 55세) 역 - 의사, 선호와 미호의 아버지
- 박세영 : 이미호(24세) 역 - 패션모델, 선호의 동생
- 신지호 : 인성(26세) 역 - 제너럴 닥터의 아르바이트생, 선호의 대학 후배

### 세라비에 돌아온 사람들
- 박지일 : 김창모(2012년, 55세) 역 - 음악카페 사장, 라디오 DJ
- 미상 : 황인숙(2012년, 53세) 역 - 재벌 사모님

### 그 외
- 윤지욱 : 한대성의 비서 역
- 강태경 : 톱 모델 역
- 서인국 : 김전설 역

### 특별 출연
- 안정훈ㅡ과거 세라비 사장
- 유열
- 이주실
- 정희주
- 조형우

## 시청률
아래의 파란색 숫자는 '최저 시청률'이고, 빨간색 숫자는 '최고 시청률'이다. 시청률조사회사와 지역별로 시청률에 차이가 있을 수 있다.
| 2012년 | 2012년   | 2012년         | 2012년         |
| 회차   | 방송일   | TNmS 시청률    | AGB 시청률     |
| 회차   | 방송일   | 대한민국(전국) | 대한민국(전국) |
| ------ | -------- | -------------- | -------------- |
| 제1회  | 3월 26일 | 6.1%           | 5.8%           |
| 제2회  | 3월 27일 | 6.0%           | 5.2%           |
| 제3회  | 4월 2일  | 4.8%           | 4.4%           |
| 제4회  | 4월 3일  | 5.3%           | 5.3%           |
| 제5회  | 4월 9일  | 5.2%           | 5.4%           |
| 제6회  | 4월 10일 | 6.5%           | 4.9%           |
| 제7회  | 4월 16일 | 5.5%           | 5.0%           |
| 제8회  | 4월 17일 | 6.0%           | 6.4%           |
| 제9회  | 4월 23일 | 4.7%           | 5.2%           |
| 제10회 | 4월 24일 | 5.0%           | 5.6%           |
| 제11회 | 4월 30일 | 4.7%           | 5.6%           |
| 제12회 | 5월 1일  | 4.3%           | 5.2%           |
| 제13회 | 5월 7일  | 4.0%           | 5.1%           |
| 제14회 | 5월 8일  | 4.6%           | 5.8%           |
| 제15회 | 5월 14일 | 4.6%           | 5.0%           |
| 제16회 | 5월 15일 | 4.2%           | 5.2%           |
| 제17회 | 5월 21일 | 4.7%           | 5.6%           |
| 제18회 | 5월 22일 | 4.7%           | 5.0%           |
| 제19회 | 5월 28일 | 5.5%           | 5.3%           |
| 제20회 | 5월 29일 | 5.6%           | 5.9%           |

## 수상 경력
- 2012년 KBS 연기대상 네티즌상 윤아
- 제5회 코리아 드라마 어워즈 남자 신인상 서인국

## 경쟁 프로그램
- 빛과 그림자 (이상 MBC TV.)
- 패션왕
- 추적자 THE CHASER (이상 SBS.)